# Lophoceros
Lophoceros es un género de aves bucerotiformes de la familia Bucerotidae propias del África subsahariana y la península arábiga. Son conocidas vulgarmente como tocos.

## Especies
Se reconocen las siguientes especies:
- Lophoceros bradfieldi (Roberts, 1930) – toco de Bradfield;
- Lophoceros alboterminatus Büttikofer, 1889 – toco coronado;
- Lophoceros fasciatus (Shaw, 1812) – toco blanquinegro;
- Lophoceros hemprichii (Ehrenberg, 1833 – toco abisinio;
- Lophoceros nasutus (Linnaeus, 1766) – toco piquinegro;
- Lophoceros camurus (Cassin, 1857) – toco pardo;
- Lophoceros pallidirostris (Hartlaub & Finsch, 1870) – toco piquiclaro;
- Lophoceros semifasciatus (Hartlaub, 1855) – toco blanquinegro de Guinea.